# Dipartimento di Kouilou
Il dipartimento di Kouilou (in francese: département du Kouilou)  è uno dei 10 dipartimenti della Repubblica del Congo. Situato nella parte sud-occidentale del paese, fino al 2011 ha avuto per capoluogo Hinda, sostituita poi da Loango.
Confina a nord con il Gabon, a est col dipartimento di Niari, a sud con l'exclave angolana di Cabinda e a ovest si affaccia sull'Oceano Atlantico.

## Suddivisioni amministrative
Dal 2011 il dipartimento è suddiviso in 7 distretti:
- Hinda
- Madingo-Kayes
- Mvouti
- Kakamoeka
- Nzambi
- Tchiamba Nzassi
- Loango